# Tomáš Bařina
Tomáš Bařina (* 22. listopadu 1974) je český filmový režisér a scenárista.

## Život
V letech 1993–1996 studoval filmovou vědu na Filozofické fakultě Univerzity Karlovy a pak (v letech 1996–2002) na FAMU filmovou a televizní režii, kde byl za své studentské filmy dvakrát oceněn cenou Maxim. Po studiích se věnoval reklamě, známým se stal jeho spot „Bóbika“.
Za studentský film Nelásky získal Cenu za nejlepší film MFF Karlovy Vary v roce 2001 v kategorii Studentská sekce a Hlavní cenu poroty na festivalu Premiers Plans D'Angers.
Za krátký film "Konec sezóny" byl nominován na studentského Oscara a získal cenu Silver Hugo (The Chicago International Film festival).

## Filmy
- Blue talk show, 1995 (asistent režie)
- Siesta, 1997 (námět, scénář, režie)
- Poštovní tajemství, 1997 (námět, scénář, režie)
- Jak ulovit rybáře Ivana, 1998 (scénář, režie)
- Debut, 1999 (námět, scénář, režie)
- Konec sezóny, 1999 (námět, scénář, režie)
- Stav bez tíže, 1999 (asistent režie)
- Nelásky, 2001 (námět, scénář, režie)
- Ať žije Vrána!, 2006 (námět, scénář, režie)
- Bobule, 2008 (scénář, režie)
- Daleko do Nashvillu, televizní film, 2009 (režie)
- We Shoot with Love, povídka For Elise, 2009 (scénář a režie)
- Román pro muže, film podle románu Michala Viewegha, 2010 (režie)

## Televizní seriály
- Vzteklina, 2017 – seriál